# Poa nitidespiculata
Poa nitidespiculata är en gräsart som beskrevs av Norman Loftus Bor. Poa nitidespiculata ingår i släktet gröen, och familjen gräs. Inga underarter finns listade i Catalogue of Life.